# Marina Correia
Marina Correia, nacida en Cabo Verde, es una surfista francesa de longboard, campeona del mundo de longboard dancing en 2020. 

## Biografía
Marina Correia nació en Cabo Verde donde vivió toda su niñez. Su familia se mudó a Niza, Francia, cuando tenía catorce años.
A los diecisiete años comenzó a practicar el longboard después de que un amigo le prestó su skate. Colabora con marcas que la patrocinan, como Sector 9 y 1Love Sk8.
Estudia una licenciatura en letras modernas en la  Universidad de Niza.
En 2020, a los veintitrés años, participó en la competición de longboard dancing So You Can Longboard Dance?, enviando un vídeo de su participación filmada por Ruben Chiajese . La competición era organizada por primera vez en línea a causa de la pandemia de covid-19, lo que le permitió presentarse, algo que por razones financieras no hubiera podido hacer si la competición hubiese tenido lugar en Países Bajos como de costumbre. Ganó la competición y se volvió la primera mujer negra en obtener un título mundial en esta disciplina.
Después de anunciar su victoria en Twitter, fue víctima de ciberacoso, varias personas criticándole por «no ser suficiente negra».
Correia comenta que lucha con otros deportistas para aportar más diversidad a la disciplina, mayoritariamente practicada por personas blancas y de sexo masculino; espera ser un ejemplo para las jóvenes.

## Logros deportivos
- 2020: campeona del mundo de longboard dancing en la categoría mujeres patrocinadas, en la competición So You Can Longboard Dance?